# Caspar Isenmann
Caspar Isenmann (parfois nommé Gaspard  Isenmann) (né à Colmar v. 1430 - mort après 1480) était un peintre alsacien du XVe siècle.

## Biographie
Actif à Colmar dans la seconde moitié du XVe siècle, Isenmann fut peut-être le maître du célèbre Martin Schongauer dans la première moitié des années 1460. Toutefois, il existait, à la même époque, d'autres ateliers colmariens susceptibles d'avoir formé le jeune Schongauer.
C'est entre 1462 et 1465 que Isenmann réalise son chef-d'œuvre, le retable de la Passion destiné au maître-autel de la collégiale Saint-Martin de Colmar. Si cette œuvre - conservée au Musée Unterlinden - se rattache encore au gothique international par l'emploi de fonds d'or, l'expressivité presque caricaturale des physionomies indique quant à elle l'influence croissante de l'art des Pays-Bas sur les écoles picturales du Rhin supérieur.

## Œuvres
- le retable de la collégiale Saint-Martin (1465, huile sur sapin) dispose de deux panneaux (L’Entrée du Christ à Jérusalem et La Dernière Cène), Musée Unterlinden, Colmar. Il est exposé jusqu'en 1720 dans la Collégiale Saint-Martin de Colmar[3], date à laquelle il s'effondre, détruisant certains panneaux[4].